# Felipe Lino de Castellví i Ximenez de Urrea
Felipe Lino de Castellví i Ximenez de Urrea (Saragossa 23 de setembre de 1670 - 1740) fou un noble valencià, IV comte de Carlet.

## Biografia
Fill de Felip de Castellví i Zapata de Calatayud, III comte de Carlet, es va casar amb Maria Anna Escrivà d'Íxer, germana del comte de l'Alcúdia.
Membre de la Junta dels Trenta-sis de la Costa, com a mínim des del 1698, el 1700 se li va encarregar de formar part de les ambaixades organitzades per expressar el condol per la mort de Carles II de Castella i per felicitar Felip V de Castella. Insaculat el 1703 a la ciutat de València, fou extret de les bosses el 1707 i reinsaculat el mateix any, i no arribà a exercir cap càrrec municipal. La seua activitat se centrà en l'estament militar, en el qual participà amb el seu tros de cavalleria en la repressió de la Segona Germania en la batalla de Setla de Nunyes.
Durant la guerra de Successió espanyola es va posicionar en el bàndol borbònic i va encapçalar la comitiva que va lliurar les claus de la ciutat de València a Joan Baptista Basset i Ramos. Va mostrar-se molest amb el decret de Nova Planta instaurat arran de l'ocupació del regne de València després de la batalla d'Almansa.